# Las Rosas (Argentyna)
Las Rosas – miasto w Argentynie w prowincji Santa Fe.
W 2010 roku miasto liczyło 13,0 tys. mieszkańców.

## Urodzeni w Las Rosas
- Elvidio Flamini – zapaśnik
- Leonardo Ponzio – piłkarz
- Néstor Combin – piłkarz